# Gare de Frévin-Capelle
La gare de Frévin-Capelle est une gare ferroviaire française de la ligne d'Arras à Saint-Pol-sur-Ternoise, située sur le territoire de la commune de Frévin-Capelle dans le département du Pas-de-Calais, en région Hauts-de-France. 
C'est une halte voyageurs de la Société nationale des chemins de fer français (SNCF), desservie par des trains TER Hauts-de-France.

## Situation ferroviaire

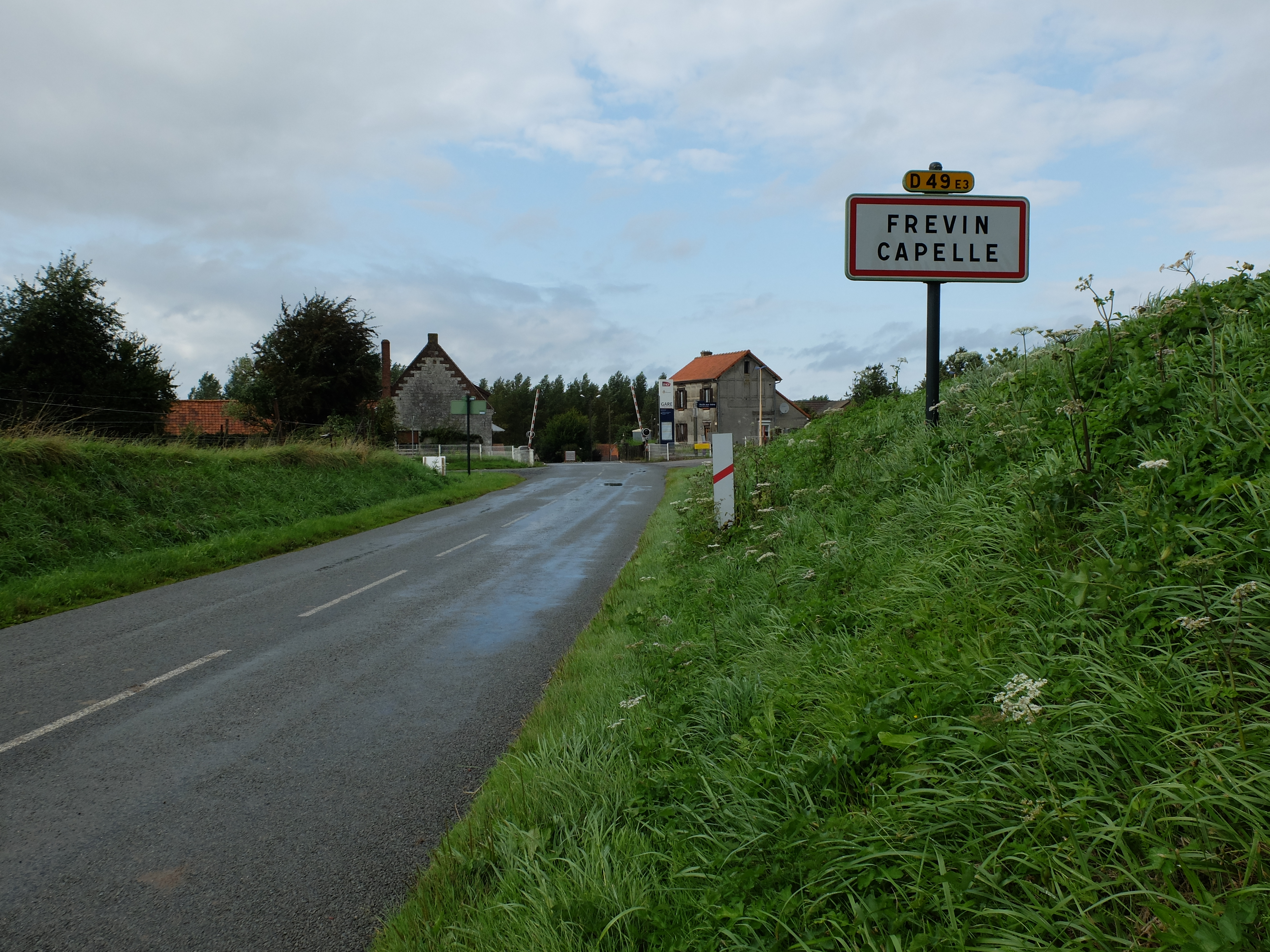
Passage à niveau de la gare à l'arrière-plan.

Établie à 93 mètres d'altitude, la gare de Frévin-Capelle est située au point kilométrique (PK) 207,8 de la ligne d'Arras à Saint-Pol-sur-Ternoise entre les gares ouvertes de Marœuil et d'Aubigny-en-Artois.

## Service des voyageurs

### Accueil
Halte SNCF, c'est un point d'arrêt non géré (PANG) à accès libre.

### Desserte
Frévin-Capelle est desservie par des trains TER Hauts-de-France, qui effectuent des missions entre les gares d'Arras et de Saint-Pol-sur-Ternoise.

### Intermodalité
Le parking des véhicules est possible à proximité.